# True Lies
True Lies è un film commedia d'azione americano del 1994 diretto da James Cameron, e interpretato da Arnold Schwarzenegger, Jamie Lee Curtis, Tia Carrere e Eliza Dushku.
Si tratta del terzo e ultimo film che vede insieme il duo Cameron-Schwarzenegger ed è un remake del film di spionaggio francese (inedito in Italia) La totale!, del 1991.
True Lies ha ricevuto recensioni per lo più positive dalla critica e alla fine ha incassato 378 milioni di dollari al botteghino in tutto il mondo, diventando il terzo film di maggior incasso del 1994. Per la sua interpretazione, Jamie Lee Curtis ha vinto il Golden Globe come migliore attrice in un film commedia o musicale e il Saturn Award come miglior attrice, mentre Cameron ha vinto il Saturn Award per la miglior regia. È stato anche nominato agli Academy Awards e ai BAFTA nella categoria "Migliori effetti visivi", e anche per sette Saturn Awards.

## Trama
Harry Tasker conduce una doppia vita: per la moglie segretaria legale Helen e per la figlia ribelle Dana, è un noioso venditore di computer spesso in viaggio d'affari, mentre in realtà è un agente segreto di Omega Sector, un'agenzia antiterrorismo statunitense top-secret. Harry si infiltra, in contatto con i suoi colleghi agenti Albert "Gib" Gibson e Faisil, in una festa in Svizzera ospitata dal miliardario Jamal Khaled, dove Harry incontra la bellissima mercante d'arte Juno Skinner. Alla fine scoprono che Juno non è solo la mercante d'arte di Khaled, ma che viene pagata da un gruppo di terrorismo islamico chiamato "Crimson Jihad", guidato da Salim Abu Aziz.
Harry la visita sotto copertura come potenziale acquirente per saperne di più, portando Aziz e i suoi uomini a tentare di ucciderlo. Harry li respinge, ma perde Aziz dopo una rocambolesca fuga per Washington D.C. Di conseguenza, perde la festa di compleanno che sua moglie e sua figlia avevano programmato per lui. Harry va nell'ufficio di Helen il giorno successivo per appianare le cose e sorprenderla a pranzo, ma la sente in segreto per incontrare un uomo di nome Simon. Sospettando che Helen abbia una relazione clandestina, fa addirittura ricorso alle risorse del Settore Omega per approfondire l'apparente tresca e scoprire che Simon è un venditore di auto usate che finge di essere un agente segreto per flirtare con le donne.
Travestiti, Harry e altri agenti Omega rapiscono Helen e Simon. Dopo aver terrorizzato e poi lasciato andare Simon, Harry e Gib interrogano Helen in una sala da interrogatorio e scoprono che sta soffrendo di una crisi di mezza età per il suo stile di vita monotono e sta cercando disperatamente un'avventura. Helen, ignara che dietro al rapimento ci sia suo marito, dichiara con veemenza di non aver mai tradito quest'ultimo e, per quanto a volte si senta sola, ama ancora Harry. Allora Harry, forse mosso da complicità mista e commozione, fa in modo che Helen partecipi a una falsa missione di spionaggio organizzata. Helen deve fingersi una prostituta per intrattenere un losco individuo (che in realtà è Harry stesso) con una danza erotica e piantare una cimice nella sua camera d'albergo. Al culmine della missione però Harry si fa riconoscere da Helen, ma prima che possa spiegarsi irrompono gli uomini di Aziz, che li rapiscono e li portano su un'isola delle Florida Keys.
Sull'isola, i sospetti di Harry su Juno sono confermati: Crimson Jihad l'ha pagata per aiutarli a contrabbandare quattro testate nucleari MIRV rubate nel paese nascondendole in preziose statue antiche di androsfingi persiane. Aziz minaccia di usarle per distruggere le principali città degli Stati Uniti come vendetta per la strage che gli americani hanno perpetrato ai danni del suo popolo, a meno che le forze militari americane non abbandonino definitivamente il Golfo persico. Inoltre, farà esplodere una testata sull'isola disabitata per dimostrare che Crimson Jihad è una potenza nucleare. I due coniugi vengono allora condotti da un torturatore professionista e qui Harry, sotto l'effetto di un siero della verità, confessa finalmente alla moglie la sua doppia vita. I due riescono a fuggire per guardare mentre una testata esploderà in 90 minuti e le altre vengono caricate su veicoli per essere portate negli Stati Uniti tramite la Overseas Highway, aggirando così la dogana degli Stati Uniti.
Harry ed Helen vengono separati nella conseguente mischia in cui Harry uccide la maggior parte dei terroristi, ma Aziz riesce a farla franca con una delle testate. Helen viene catturata da Juno e portata in una limousine al seguito del convoglio. Gib e altri agenti Omega raccolgono Harry e usano due jet jump dei Marine Harrier per fermare il convoglio distruggendo parte del Seven Mile Bridge. Harry riesce a salvare Helen dalla limousine di Juno prima che questa cada nell'oceano, il che porta Juno alla morte. Dopo che Harry, Helen e gli altri raggiungono la costa della Florida, la testata lasciata sull'isola esplode generando uno spettacolare fungo atomico sull'oceano.
A quel punto però si scopre che Aziz e i suoi uomini hanno preso il controllo di un grattacielo a Miami, hanno rapito Dana - la figlia di Harry e Helen - e minacciano di detonare la loro ultima testata nucleare. Harry sale a bordo di un aereo da caccia e si dirige verso la città. Nel mentre Faisil s'infiltra nella troupe televisiva che Aziz ha richiesto per rivolgersi all'America. Mentre questi parla in diretta televisiva, Dana ruba la chiave necessaria per la detonazione della bomba e scappa sul tetto dell'edificio. Aziz la insegue e Harry li raggiunge mentre i due si trovano su una gru. Fra varie difficoltà riesce a salvare Dana e a far impigliare Aziz su uno dei missili dell'aereo, che poi spara contro l'elicottero in cui si trovano altri uomini dell'organizzazione terrorista, uccidendo tutti sul colpo.
Un anno dopo, la famiglia è molto più unita e Harry ed Helen stanno lavorando insieme come agenti Omega. Durante una missione a una festa formale, incontrano Simon, che lavora come cameriere e finge di essere una spia come prima. Scappa spaventato dopo che si sono rivelati e hanno minacciato di ucciderlo. Celebrano la loro complicità ballando un tango appassionato mentre aspettano il loro contatto e con Gib che li supplica di prendere sul serio il loro lavoro.

## Cast e personaggi
- Arnold Schwarzenegger è Harry Tasker, un agente segreto che lavora per un'agenzia di intelligence e antiterrorismo chiamata "Omega Sector". Si chiama Harry Rehnquist quando è sotto copertura. Nella sua vita civile si finge un noioso e gentile rappresentante di una società di computer spesso in viaggio per affari, mentre in realtà è una super spia poliglotta, specializzato in infiltrazioni e un uomo d'azione letale e pienamente efficiente, impavido, tosto, spregiudicato, estroverso, adattabile e spontaneo. Sposato con Helen da ben 15 anni, le ha nascosto la sua identità di spia da sempre. Durante la missione, Simon ha usato segretamente le azioni da agente segreto di Harry per sedurre Helen perché sospettava che sua moglie lo tradisse. Dopo aver interrogato Helen, apprende dei suoi pensieri interiori e del suo amore e decide di organizzare una missione speciale per lei. Alla fine, salva con successo la sua famiglia dalla Crimson Jihad, con Helen che diventa la sua compagna di missione nel finale.
- Jamie Lee Curtis è Helen Tasker, una segretaria legale, moglie di Harry e madre di Dana, annoiata della sua vita monotona. Quando le viene assegnata una missione, viene chiamata sotto il nome in codice "Doris". È una donna timida, introversa, composta, dedicata, sensibile, premurosa, umile e un po' imbranata. Si scopre che vuole sentirsi importante e ha sete di avventura. Nel secondo tempo, Helen si evolve da donna trasandata e occhialuta a sexy e tosta. Scopre il proprio coraggio e la propria intraprendenza di fronte al pericolo, improvvisandosi una femme fatale nella finta missione assegnatole da Harry e combattendo contro Juno. Inizialmente è furiosa con Harry quando apprende la sua vera identità dopo essere stati catturati, ma alla fine lo perdona dopo averla salvata perché che la ama veramente. In seguito diventa anche un'agente e la compagna di Harry.
- Tom Arnold è Albert "Gib" Gibson, amico e collega di Harry, anch'egli un agente della Omega Sector. Quando Harry lavora in territori nemici pesantemente sorvegliati, Gib osserva i movimenti nel furgone.
- Art Malik è Salim Abu Aziz, il capo di un gruppo terrorista islamico chiamato "Crimson Jihad". Ha partecipato a numerosi attentati ed è noto come il "Ragno delle Sabbie". È la mente dietro il contrabbando di testate nucleari e si nasconde come lavoratore presso un'azienda di commercio di antiquariato. Più avanti nella storia, lui e la sua banda catturano Harry e la sua famiglia uno dopo l'altro, ma alla fine vengono sconfitti da Harry. È un individuo fanatico, estremista e intransigente, che non tollera gli errori. Svolge il ruolo di antagonista principale.
- Bill Paxton è Simon, un venditore di auto e imbroglione che si finge una spia per avere relazioni clandestine con altre donne, compresa Helen. Nonostante le sue ostentazioni di eleganza e fascino, è un codardo che, quando crede di verrà ucciso, tende a urinarsi addosso.
- Tia Carrere è Juno Skinner, una donna d'affari specializzata nel commercio di antiquariato persiano a Roma, che contrabbanda armi per la Crimson Jihad. Ha una infatuazione non corrisposta per Harry e diventa nemica di Helen. È l'antagonista secondaria.
- Eliza Dushku è Dana Tasker, la figlia ribelle di Harry e Helen. Considera suo padre noioso, fino a quando il genitore la salva da Salim Abu Aziz.
- Grant Heslov è Faisil, un collega di Harry e Gib. È il più giovane agente della Omega Sector.
- Charlton Heston è Spencer Trilby, il direttore della Omega Sector, con una benda sull'occhio sinistro.

## Produzione
Il titolo del film è un ossimoro e in inglese vuol dire "autentiche bugie", riferimento alla doppia vita dei protagonisti.
Il tango presente nel film è il celebre Por una cabeza composto da Carlos Gardel nel 1935, e presente anche in altri grandi film come Schindler's List - La lista di Schindler, Scent of a Woman - Profumo di donna e Il postino.
Arnold Schwarzenegger ha avuto un incidente quasi mortale sul set durante la scena a cavallo, quando l'animale si spaventò, venendo colpito dal supporto verticale di una cinepresa, e corse fuori controllo. Schwarzenegger riuscì a scendere dal cavallo, ma era vicino a un dislivello di 9 metri. Il suo stuntman personale, Billy D. Lucas, ha visto cosa è successo ed è riuscito ad afferrarlo prima che cadesse dalla sporgenza. A tal proposito, Arnold disse in un'intervista: "Ecco perché amerò sempre gli stuntman".
Si tratta del primo film nella storia del cinema ad aver avuto un budget superiore ai 100 milioni di dollari.
L'attrice Eliza Dushku, durante il movimento Me Too e Time's Up, ha rivelato che all'età di dodici anni mentre girava questo film è stata molestata sessualmente dal coordinatore degli stunt del film, Joel Kramer. Secondo Dushku, un suo amico adulto si è confrontato con Kramer sul set del film, e quello stesso giorno Dushku è rimasta ferita durante un'acrobazia rompendosi alcune costole, mentre Kramer era responsabile della sua sicurezza. Kramer ha negato l'accusa di molestie sessuali. Arnold Schwarzenegger, Jamie Lee Curtis, Tom Arnold e James Cameron hanno successivamente twittato il loro rispetto e la loro ammirazione per il coraggio di Dushku.
La sfida più grande per Schwarzenegger nel film è stata ballare il tango. Ha dovuto prendere lezioni per sei mesi perché voleva assicurarsi di eseguire realisticamente il ballo.
La scena dello spogliarello prevedeva che Helen doveva essere nuda, però al buio e solo la sua silhouette doveva essere visibile. Jamie Lee Curtis insistette ad illuminare la scena e rimanere in intimo, dando maggior potere al suo personaggio. Il reggiseno e il perizoma di pizzo nero erano realmente dell'attrice, che li indossò sul set per evitare di far confusione con un altro costume di scena. Inoltre l'attrice, d'accordo con Cameron, ha concepito la caduta durante il ballo perché ritenuta adatta alla comica goffagine di Helen e per cogliere la naturale reazione di Schwarzenegger, che non venne avvisato e si alzò dalla sedia allarmato: la gag piacque al punto che venne aggiunta nella sceneggiatura e nel montaggio finale.
La scena dello striptease verrà ripresa 5 anni dopo, nel 1999, nello spot di una celebre marca di orologi, la Tissot, dove a interpretarla è stata una giovane e allora sconosciuta Rossella Brescia.
Jamie Lee Curtis ha rifiutato la controfigura per interpretare personalmente la scena in cui il suo personaggio, Helen, penzola quando viene salvata in elicottero. L'attrice ha eseguito l'acrobazia nel giorno del suo 35° compleanno, il 22 novembre 1993.

## Accoglienza

### Incassi
La pellicola esordì al primo posto del botteghino statunitense, incassando 25869770 $ durante la prima settimana nei cinema. Complessivamente incassò 146282411 $ negli Stati Uniti e 378882411 $ in tutto il mondo. Fu il terzo maggior successo dell'anno alle spalle de Il re leone e Forrest Gump.

### Critica
Il film ricevette critiche generalmente buone. Sul sito Rotten Tomatoes detiene un indice di gradimento del 70% basato su 54 recensioni professionali, con un punteggio medio di 6.6/10. Il consenso recita: "Pure se non raggiunge il livello delle precedenti collaborazioni del regista James Cameron e la star Arnold Schwarzenegger, True Lies è ancora sufficientemente ricco di azione e umorismo per intrattenere con la sua trama a volte assurda". Su Metacritic ha invece un punteggio di 63 basato su 17 recensioni.
Nonostante le recensioni positive, il film è stato criticato come sessista, crudele o addirittura misogino, per il trattamento dei personaggi femminili, come l'eroe che usa le risorse della sua agenzia per perseguitare e spaventare sua moglie; ha inoltre ricevuto contestazioni da parte delle comunità arabe e musulmane.

## Riconoscimenti
- 1995 - Premio Oscar
  - Candidatura per i Migliori effetti speciali
- 1995 - Golden Globe
  - Migliore attrice in un film commedia o musicale a Jamie Lee Curtis
- 1995 - Premio BAFTA
  - Candidatura per i Migliori effetti speciali
- 1995 - Saturn Award
  - Miglior attrice a Jamie Lee Curtis
  - Miglior regia a James Cameron
  - Migliori effetti speciali
  - Candidatura come Miglior film d'azione
  - Candidatura per il Miglior attore ad Arnold Schwarzenegger
  - Candidatura per la Miglior attrice non protagonista a Tia Carrere
  - Candidatura per il Miglior attore non protagonista a Bill Paxton
- 1995 - Screen Actors Guild Award
  - Candidatura per la Migliore attrice non protagonista cinematografica a Jamie Lee Curtis
- 1995 - Eddie Awards
  - Candidatura per il Miglior montaggio in un film commedia o musicale a Conrad Buff, Mark Goldblatt, Richard A. Harris e James Cameron

- 1995 - American Comedy Awards
  - Attrice più divertente a Jamie Lee Curtis
  - Candidatura per l'Attore non protagonista più divertente a Tom Arnold
- 1995 - ASCAP Award
  - Film top al box office
- 1995 - Japan Academy Award
  - Candidatura come Miglior film in lingua straniera
- 1994 - Blockbuster Entertainment Awards
  - Candidatura per la Miglior attrice in un film d'azione a Jamie Lee Curtis
- 1996 - Huabiao Awards
  - Miglior film straniero tradotto
- 1995 - Leggio d'oro
  - Migliore interpretazione maschile a Glauco Onorato
- 1995 - MTV Movie & TV Awards
  - Candidatura per la Miglior performance femminile a Jamie Lee Curtis
  - Candidatura per la Miglior performance comica a Tom Arnold
  - Candidatura per il Miglior bacio a Jamie Lee Curtis e Arnold Schwarzenegger
  - Candidatura per la Miglior sequenza d'azione (L'esplosione del ponte)
  - Candidatura per la Miglior sequenza di ballo a Arnold Schwarzenegger e Tia Carrere

## Colonna sonora
La musica strumentale è stata composta da Brad Fiedel e pubblicata il 19 luglio 1994 da Epic Soundtrax in un'edizione costituita da 17 tracce le cui prime 5 sono canzoni.

### Tracce
1. Living Colour – Sunshine of Your Love – 5:18
2. Screaming Trees – Darkness, Darkness – 4:08
3. John Hiatt – Alone in the Dark – 4:46
4. Mother Tongue – Entity – 4:21
5. Living Colour – Sunshine of Your Love (Remix) – 5:49
6. Main Title/Harry Makes His Entrance – 2:40
7. Escape From The Chateau – 2:42
8. Harry's Sweet Home – 1:06
9. Harry Rides Again – 7:05
10. Spying On Helen – 4:16
11. Juno's Place – 1:30
12. Caught In The Act – 1:29
13. Shadow Lover – 1:20
14. Island Suite – 6:56
15. Causeway/Helicopter Rescue – 7:57
16. Nuclear Kiss – 0:51
17. Harry Saves The Day – 8:26

## Adattamento televisivo
Nel 2022, la CBS ha annunciato la realizzazione di una serie televisiva ispirata al film, con protagonisti Steve Howey e Ginger Gonzaga. Il cast è composto da Erica Hernandez, Omar Miller, Mike O’Gorman, Annabella Didion e Lucas Jaye. La serie è uscita il 1º marzo 2023 su CBS e Paramount+ ed è arrivata in Italia dal 26 aprile su Disney+.